# Puits artésiens de Paris

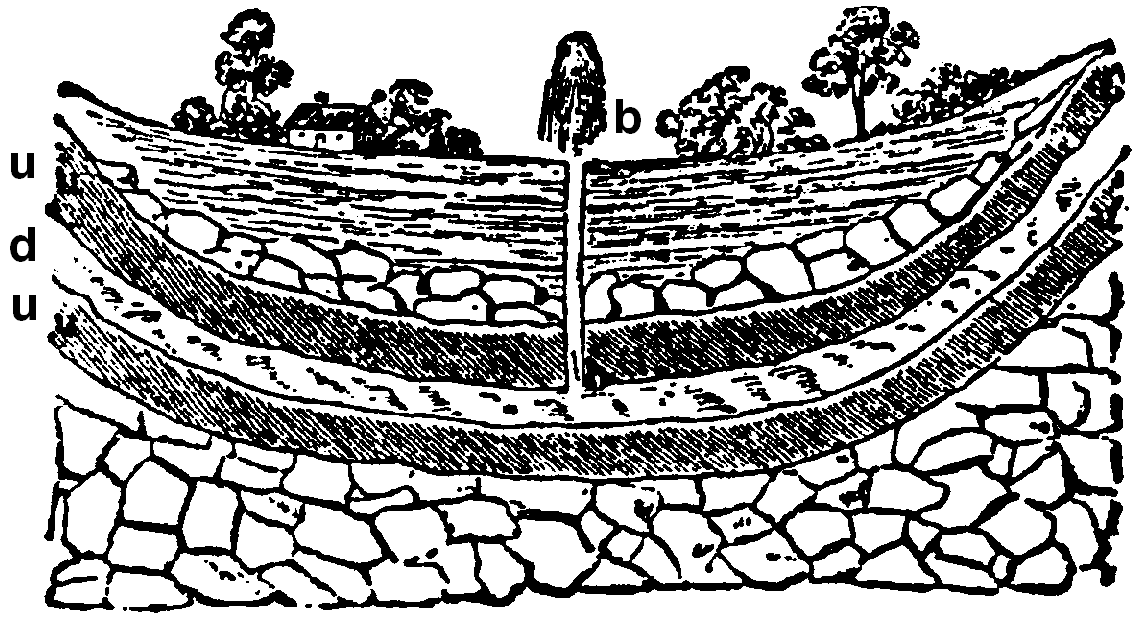
Schéma d'un puits artésien (b) : la nappe aquifère (d) est retenue entre deux couches imperméables (u).

Les puits artésiens de Paris sont des puits artésiens dont la réalisation a été rendue possible par la présence de la nappe aquifère de l'Albien dans le sous-sol de Paris, et par les progrès des techniques de forage à partir des années 1830. La volonté de produire une eau saine à bon marché fit apparaître des puits artésiens tout au long du XIXe siècle et au début du XXe siècle.
La seconde moitié du XXe siècle vit l'expansion d'une nouvelle génération de puits artésiens, à des fins de chauffage géothermique.

## Eau de Paris

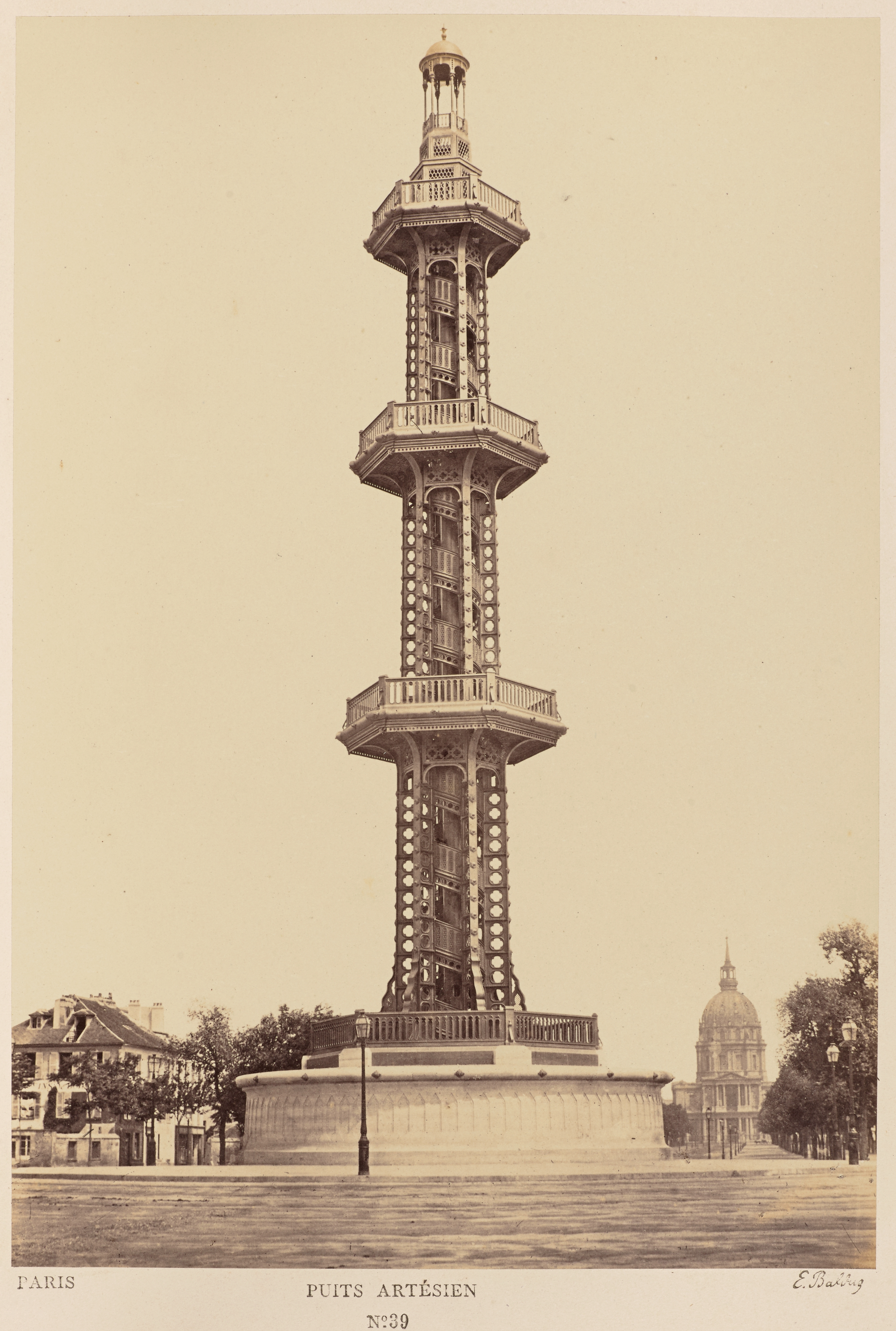
Le puits de Grenelle en 1864 (détruit en 1903), photographie par Édouard Baldus.

Depuis 1999, il y a trois fontaines d'eau de source ouvertes au public dans Paris, où particuliers et professionnels (boulangers) peuvent remplir gratuitement leurs bidons :
- fontaine du square Lamartine, 1861, rénovée en 1994, square Lamartine, 16e arrondissement ;
- fontaine du square de la Madone (puits artésien de la place Hébert, ci-dessous), 1867, rénovée en 2000, square de la Madone, 18e arrondissement ;
- fontaine du puits artésien de la Butte-aux-Cailles, 1904, rénovée en 1999, place Paul-Verlaine, 13e arrondissement.

Il s'agit de la même eau pour les trois puits, une « eau de source » naturelle, non une « eau minérale ». La Ville de Paris exploite et effectue elle-même le contrôle sanitaire de toute son eau, via sa régie autonome Eau de Paris.

## Géologie et qualité des eaux
Pour atteindre la nappe aquifère, à environ 600 m de profondeur, il faut traverser toutes les couches de l'éocène et du crétacé supérieur, jusqu'aux argiles imperméables du Gault qui retiennent l'eau renfermée dans la couche sableuse de l'Albien. Les eaux des différents puits artésiens de Paris sont très similaires entre elles dans leur composition : moins calcaires et moins magnésiennes que les eaux de distribution habituelles, elles sont en revanche un peu plus ferrugineuses.
Les qualités gustatives et chimiques de cette eau jaillissant à 28 °C sont conformes à ce que l'on attend d'une eau de source, c'est-à-dire très pure, très pauvre en minéraux, mais avantageusement sans aucun chlore ni résidu plastique issu du récipient.

### Contrôle de la qualité
L'eau de ces trois fontaines est :
- Sans chlore (sel désinfectant) : moins de 0,03 mg/l, contre 0,2 mg/l en moyenne pour l'eau potable à Paris ;
- À l'inverse, elle est plus turbide que l'eau désinfectée : 0,15 unité de formazine contre 0,10 unité de formazine en moyenne pour l'eau potable à Paris ;
- Traces de bactéries, contre 0 pour l'eau potable à Paris, désinfectée au chlore ;
- Légèrement ferrugineuse : moins de 10 μg/l, contre 0,6 μg/l en moyenne pour l'eau potable à Paris (traitement d'extraction du fer, mais tuyaux de distribution pouvant parfois perdre du fer) ;
- Légèrement manganéseuse : 14 μg/l, contre 0 pour l'eau potable à Paris (traitement d'extraction du manganèse, qui pourrait présenter un risque pour les femmes enceintes) ;
- Légèrement ammoniaque : moins de 0,05 mg/L, contre 0 pour l'eau potable à Paris (traitement d'extraction de l'ammonium) ;
- Réputée sans calcium, ni bicarbonates, ni fluor, ni potassium, ni sodium (non contrôlé), contre 91,4 mg/l, 247 mg/l, 0,1 mg/l, 2,2 mg/l et 9,0 mg/l pour l'eau potable à Paris (taux régulés par enrichissement, par injection dans l'eau potable jusqu'à ce que le taux soit atteint) ;
- Réputée sans sulfates (non contrôlé), contre 21,3 mg/l en moyenne pour l'eau potable à Paris (soit 8,5 % du maximum conseillé 250 mg/l) ;

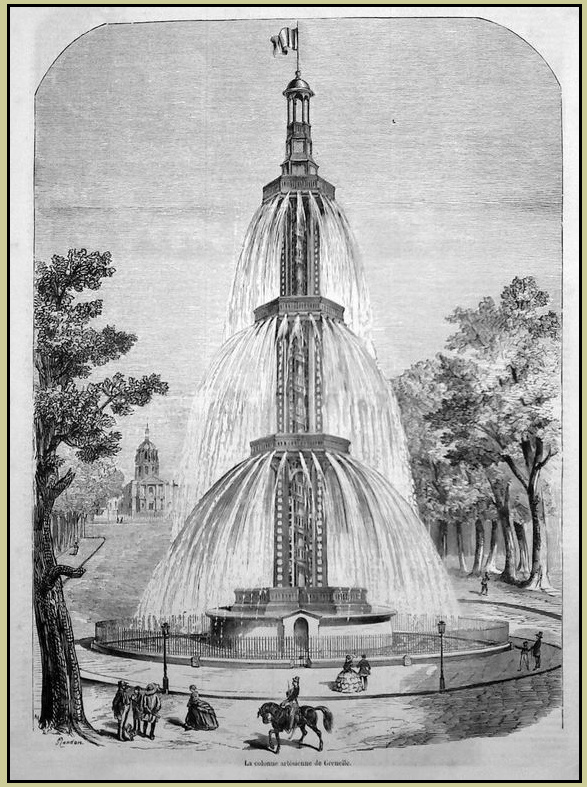
Fontaine du puits artésien de Grenelle, place de Breteuil, en 1860.

- Pauvre en nitrates ; 1 mg/l (soit 2 % du maximum légal de 50 mg/l), contre 30,7 mg/l en moyenne pour l'eau potable à Paris (soit 61,4 % du maximum légal de 50 mg/l).

## Les puits artésiens à Parisintra muros

### Puits artésien de Grenelle
L'entrepreneur Louis-Georges Mulot (1792-1872) fora ce premier puits artésien entre 1833 et 1841, sous l'impulsion de François Arago. Au bout de sept années d'efforts, enfin, le 26 février 1841, l'eau jaillit au-dessus de la tour de bois qui abritait la foreuse. C'est alors que l'entrepreneur envoya, à ce qu'on rapporte, son billet resté fameux : « Arago, nous avons l'eau. Mulot ». Le puits est profond de 548 m, et le diamètre de la conduite n'est que de 0,17 m. Son débouché était marqué au centre de l'avenue de Breteuil, de 1858 à 1903, par une tour régulatrice en fonte à trois étages haute de 43 m, conçue en 1857 par Delaperche et remplacée en 1904 par une statue de Louis Pasteur, œuvre d'Alexandre Falguière. Un monument, la fontaine du puits de Grenelle, surmonte depuis 1904 le véritable emplacement des installations, sur la petite place Georges-Mulot, au croisement des rues Valentin-Haüy et Bouchut, dans le 15e arrondissement. Au début du XXe siècle, le débit s'était stabilisé à environ 430 m3 par jour, soit 5 litres par seconde, en baisse de moitié par rapport à ce qu'il était un demi-siècle auparavant. De nos jours, l'écoulement de l'eau semble avoir été coupé depuis quelques années.
Si l'eau était forée au niveau de l'actuelle place Georges-Mulot, elle jaillissait non loin, place de Breteuil, d'une tour depuis détruite, où se trouve de nos jours le monument à Pasteur.

### Puits artésien de Passy

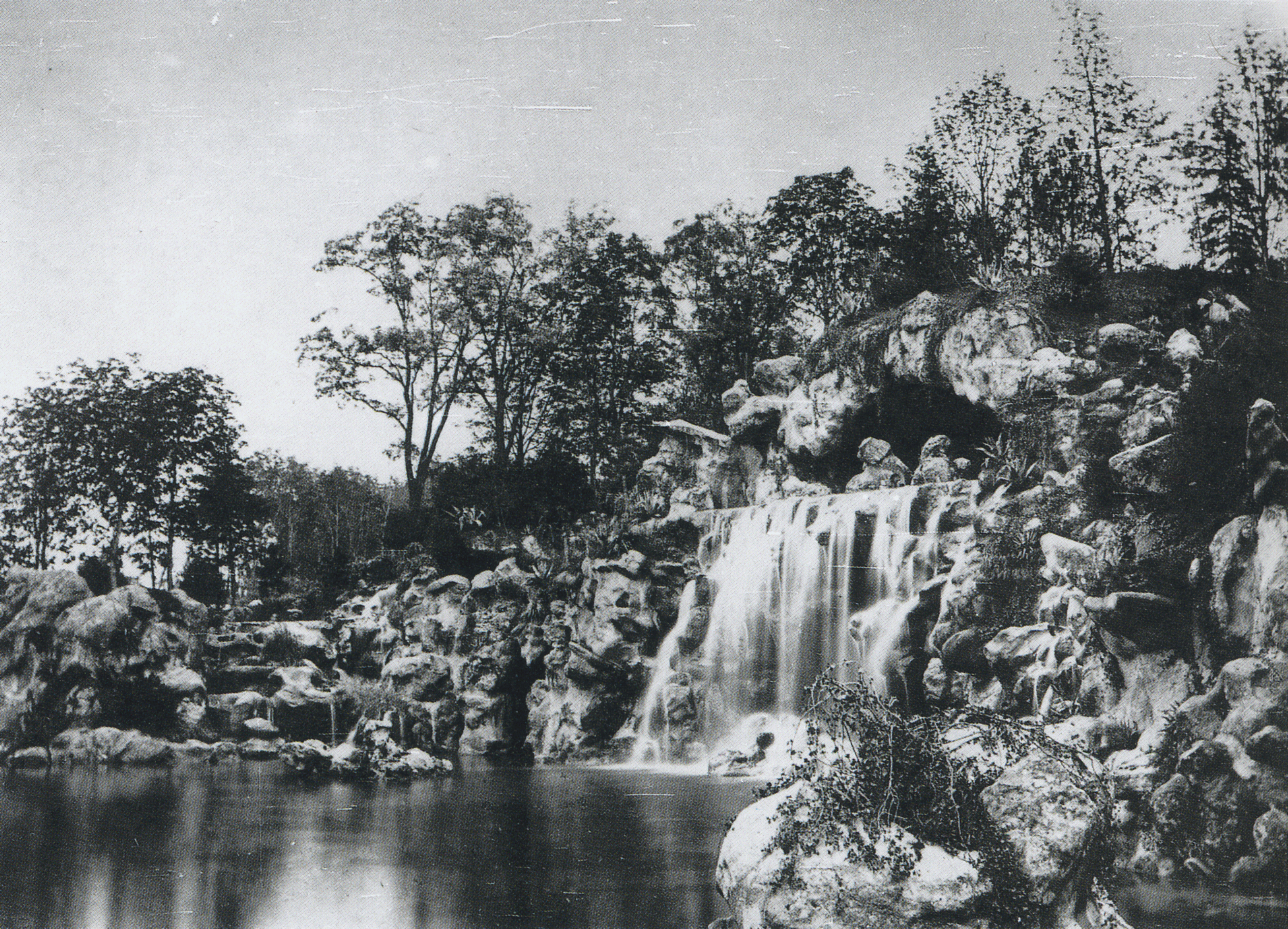
Grande cascade du Bois de Boulogne, photographie de Charles Marville, 1858.

Le forage de ce second puits artésien de Paris fut entrepris en 1855 par l'entrepreneur saxon Kind, à l'initiative de l'ingénieur Adolphe Alphand. Cette fois, on choisit de réaliser un tubage d'1,10 m de diamètre, mais en tôle de 5 mm d'épaisseur seulement. Tout alla bien jusqu'à la moitié du forage, puis les incidents se succédèrent : la tôle du tube se déchira et l'on dut se contenter d'un nouveau tube plus étroit et plus épais, de 0,70 m de diamètre. La nappe aquifère de l'Albien fut enfin atteinte à 586 m, en 1861. Le débit se stabilisa à environ 5 000 m3 par jour, et l'eau servit essentiellement à alimenter les rivières et les lacs du bois de Boulogne nouvellement aménagé.
Une fontaine, dans le square Lamartine (16e arrondissement), met les eaux du puits artésien à la disposition du public. Elle est fréquentée par beaucoup d'habitants du quartier, qui la considèrent comme une excellente eau de source.

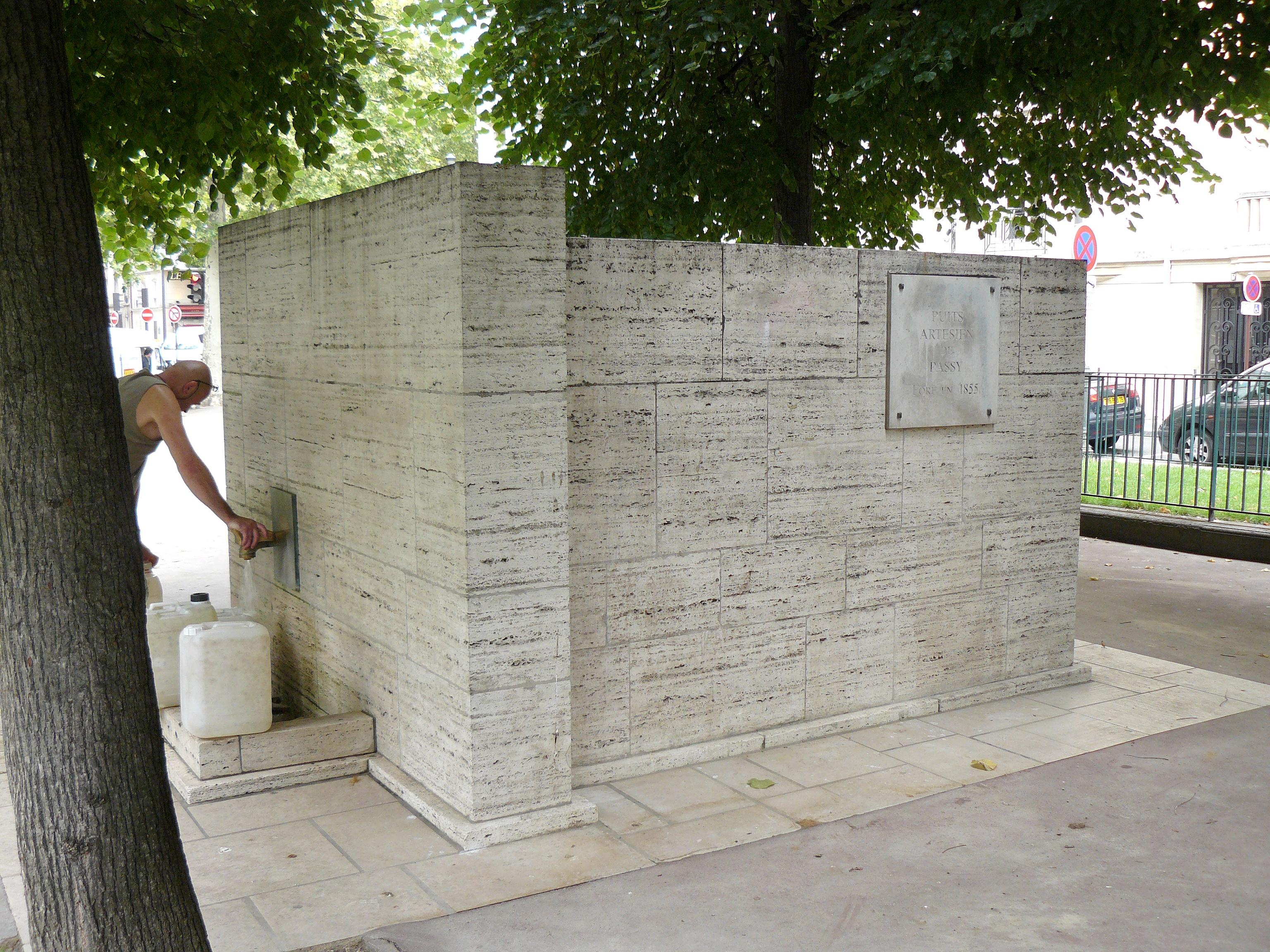
La fontaine du square Lamartine.

### Puits artésien de la place Hébert

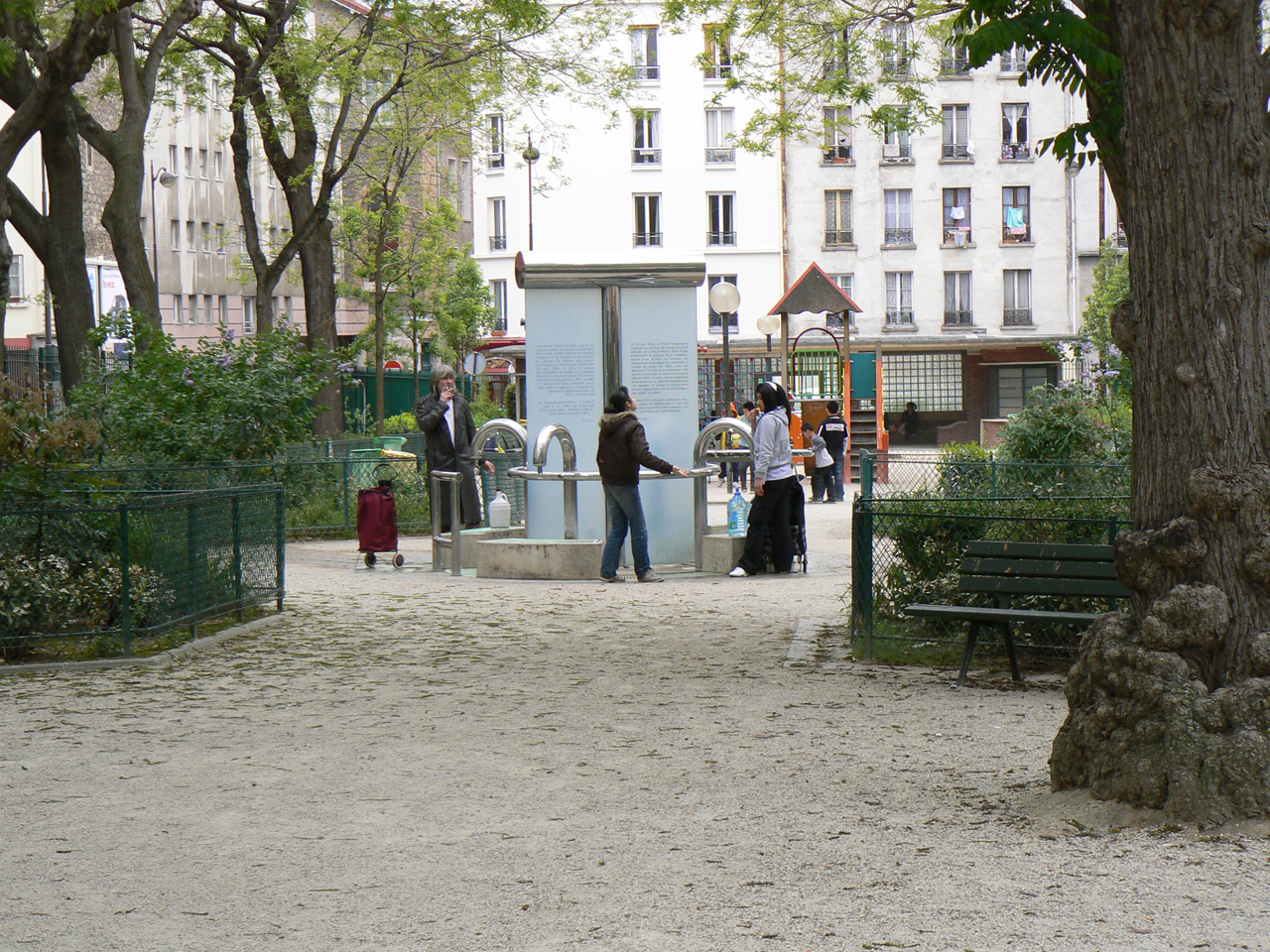
Le puits artésien du square de la Madone, non loin de la place Hébert.

Ce troisième puits artésien, situé à proximité de la fontaine du square de la Madone, dans le 18e arrondissement, mit à profit l'évolution des moyens techniques : son diamètre était beaucoup plus important que celui de ses prédécesseurs, atteignant finalement 1,06 m. Le forage commença en 1863, mais ne fut achevé qu'en 1891. On rencontra en effet d'énormes difficultés dues essentiellement à la structure géologique du lieu : il fallut percer jusqu'à une profondeur de 718 m pour trouver les sables aquifères de l'Albien. L'eau est de composition semblable à celle des puits précédents, mais sa température atteint 30 °C. Elle alimentait la piscine Hébert, ouverte en 1893.

### Puits artésien de la Butte-aux-Cailles
Les travaux commencèrent en 1863 et furent sur le point de s'achever en 1872 lorsque furent atteintes les argiles coulantes du Gault, juste au-dessus de la nappe aquifère. Mais, à la suite d'un désaccord entre l'entrepreneur et l'administration, et du manque d'argent, les travaux furent interrompus pendant près de vingt ans. Finalement, l'eau jaillit en 1904 d'une profondeur de 582 m. Le tube a un diamètre de 0,40 m à la base. Le débit se stabilisa à 67 litres par seconde (5 800 m3 par jour).
La piscine de la Butte-aux-Cailles, ouverte en 1924, place Paul-Verlaine, fut alimentée par les eaux du puits artésien. La fontaine récemment construite sur la place met gratuitement l'eau à la disposition du public.

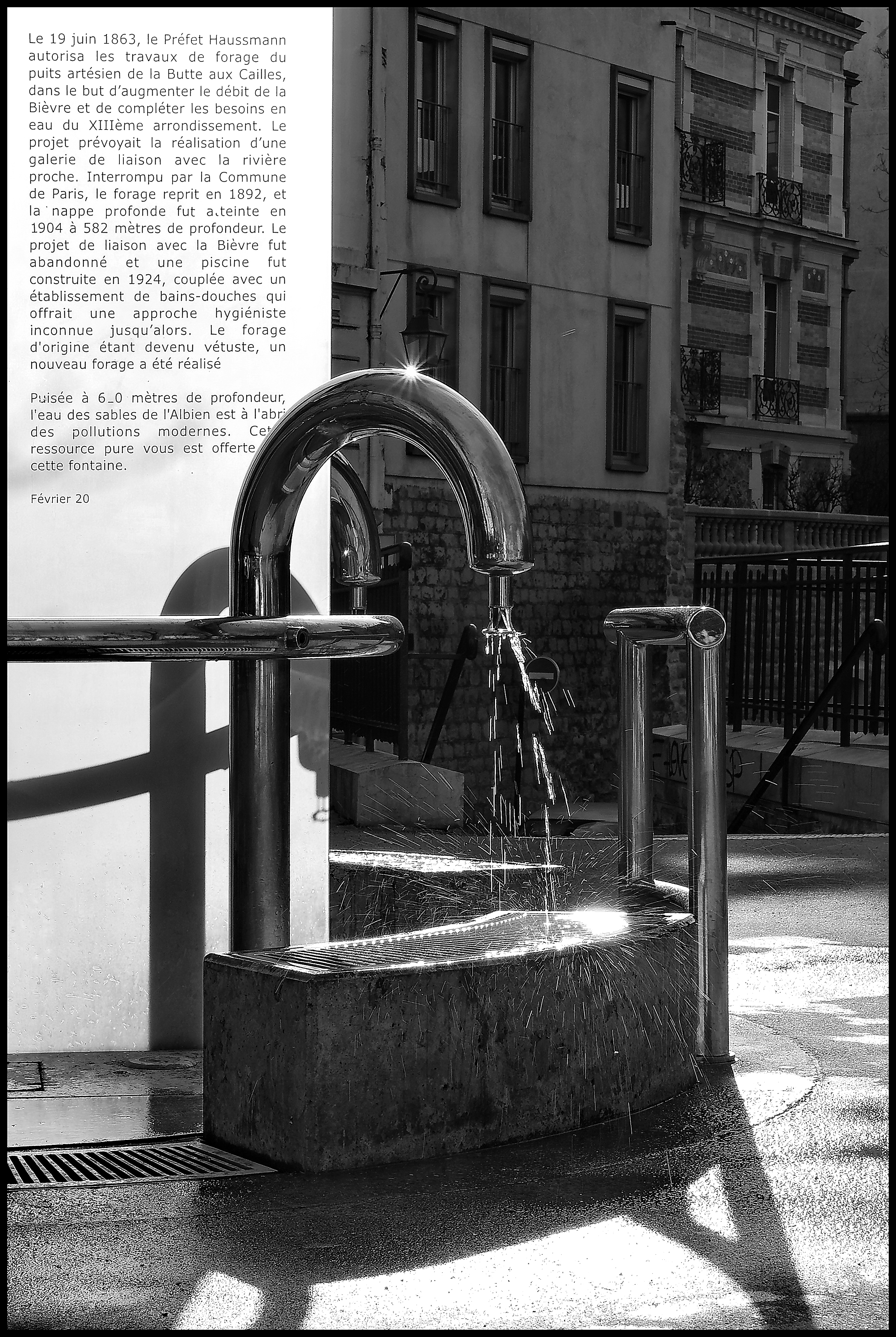
La fontaine de la Butte aux cailles.
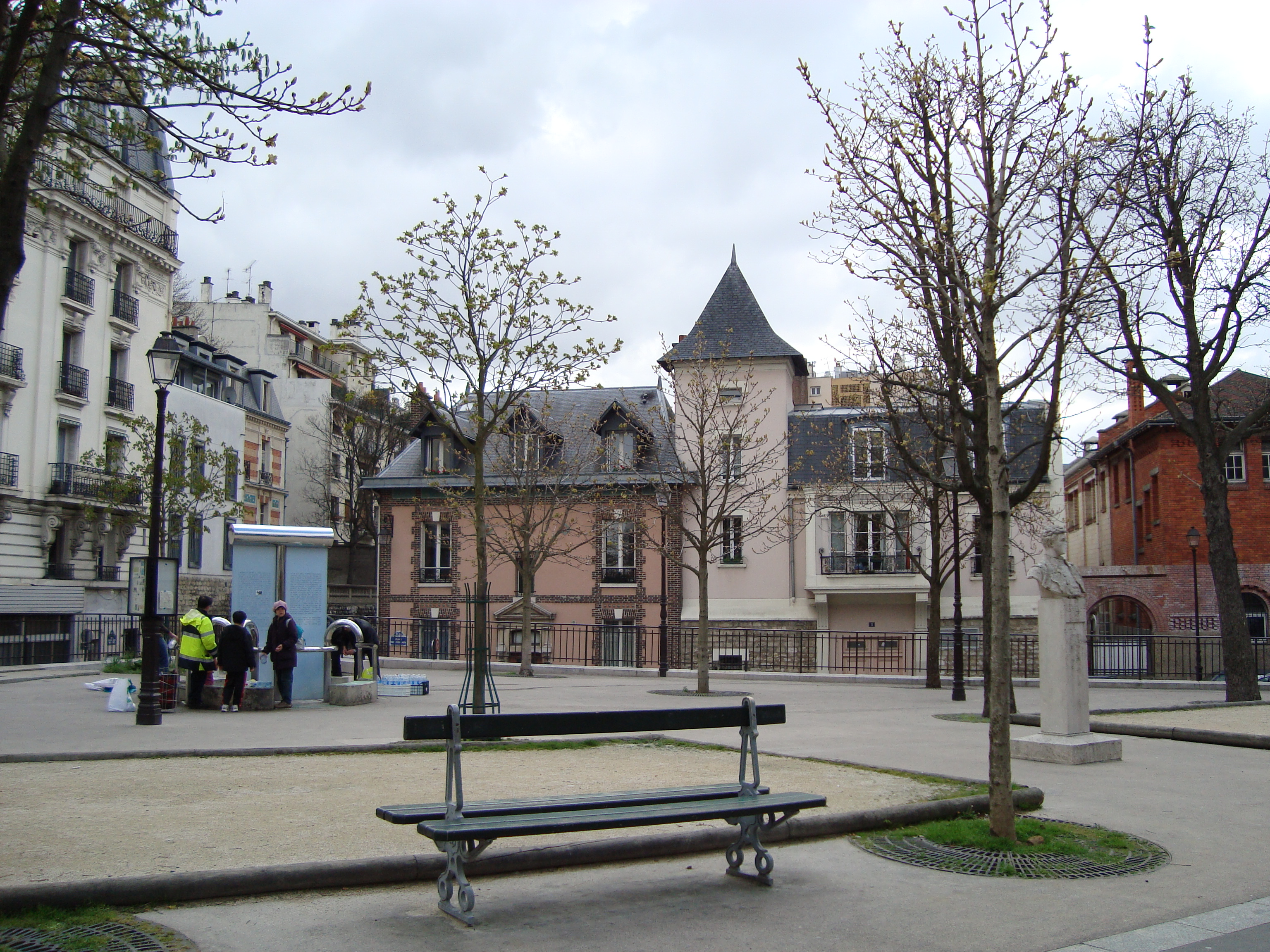
La place Paul-Verlaine et la fontaine.

### Puits artésien de la raffinerie Say
Creusé en 1869, un premier ouvrage, dont Émile Gérards dit qu'il fut « un puits sans histoire », tant les conditions géologiques et techniques furent favorables, apporta en abondance l'eau nécessaire à l'industrie de la raffinerie de sucre installée entre le boulevard de la Gare, la rue Nationale et la rue du Château-des-Rentiers, dans le 13e arrondissement. Ce puits, de 0,45 m de diamètre, atteignait les sables de l'Albien à 580 m ; son débit était, en 1869, de 7 200 m3 par jour d'eau à 28 °C.
La baisse de débit conduit la société Say à faire forer un second ouvrage, à l'est du premier. Le forage commença le 31 mai 1933, pour s'achever en octobre de la même année, à une profondeur de 621 mètres. Le débit obtenu était de l'ordre de 2 000 m3 par jour.
Les ouvrages ont été abandonnés en 1976, lors de la reconversion du site.

### Puits de Blomet
Situé dans le 15e arrondissement, profond de 587 m, ce puits a été foré en 1929 lors de la construction de la piscine Blomet. Cette source de chaleur géothermique a été abandonnée lors de la rénovation de la piscine en 1960.

### Puits de la Maison de Radio France

Maison de Radio France.

Le forage de puits artésiens pour la géothermie se développa à partir de la fin des années 1950 : dès son ouverture, en 1964, la Maison de Radio France, dans le 16e arrondissement, fut chauffée grâce à un puits artésien fournissant une eau à 27 °C prélevée à une profondeur de 550 mètres dans les sables de l'Albien.

## Les puits artésiens autour de Paris

### Puits artésien d'Épinay-sur-Seine
Le puits artésien d'Épinay-sur-Seine (Seine-Saint-Denis) fut l'un des premiers creusés par Louis-Georges Mulot, en 1833, dans sa ville natale.

### Puits artésien de Carrières-sous-Poissy
Le puits artésien de Carrières-sous-Poissy (Yvelines) situé place Saint-Blaise fut foré en 1902 par l'ingénieur Lippmann, pour alimenter la commune en eau potable. L'eau jaillit en 1905 d'une profondeur de 501 m. Comme les autres, elle était légèrement ferrugineuse et sa température à 26 °C fut reconnue tout à fait agréable, surtout par les lavandières des deux lavoirs communaux. Il fut relayé en 1933 par un autre puits artésien, situé non loin de là, à Migneaux.

### Puits artésien de Vaudoy-en-Brie
Le puits artésien de Vaudoy-en-Brie (Seine-et-Marne), est connu sous le nom de fontaine de Saint-Médard.

### Puits artésien d'Orsay
Le puits artésien d'Orsay (Essonne) a été creusé en 1931 et se situe entre le lac du Mail et la voie de chemin de fer du RER B. L'eau jaillissante au départ doit désormais y être pompée. Ce puits n'est donc en théorie plus artésien.

### Puits artésien de Bobigny
La Compagnie des chemins de fer de l'Est possédait à Bobigny (Seine-Saint-Denis) un forage à près de 900 mètres de profondeur afin d'alimenter les châteaux d'eau de Noisy-le-Sec, Pantin et de son site de l'Ourcq par une eau faiblement calcaire destinée aux locomotives et fourgons à vapeur. À la suite d'une avarie du dispositif à pompe immergée, de la prééminence des concessionnaires des réseaux d'eau potable, de la faible nécessité d'eau très douce et des coûts exorbitants de remise en état, la SNCF abandonne le site à la fin des années 1990[source insuffisante].

### Géothermie dans le Bassin parisien
En 1969 furent réalisées dans la région de Melun des installations géothermiques suffisantes pour le chauffage de 5 000 logements. Les eaux furent prélevées non dans les nappes de l'Albien, mais dans celles du Dogger, plus profondes et d'une plus grande teneur en sel, nécessitant des techniques spécifiques (technique du doublet). Les années 1980 virent la réalisation de 70 opérations de chauffage géothermique dans le Bassin parisien, tout comme dans le Bassin aquitain. D'autres réseaux se sont développés depuis, à Paris et dans sa région.
Depuis 1985, Chevilly-Larue, L'Haÿ-les-Roses et Villejuif (Val-de-Marne) sont regroupés dans le plus grand réseau de chaleur géothermique d'Europe (2015) qui dessert environ 45 000 habitants (19 200 équivalents-logements). Des visites sont organisées pour les particuliers et les groupes.[réf. nécessaire]

## Postérité
Gustave Flaubert, dans sa « première » Éducation sentimentale (écrite entre 1842 et 1844, mais publiée seulement après la mort du romancier) fait visiter à son jeune héros le puits de Grenelle. Cette référence tend à montrer la grande popularité de cette innovation technique à l'époque.